# U.S. Open (golf)
Het United States Open Golf Championship, algemeen bekend als het U.S. Open, is een van de vier grote golftoernooien (majors). Het wordt elk jaar op een andere golfbaan in de Verenigde Staten georganiseerd door de USGA in de derde week van juni. De andere drie majors zijn: The Masters, The Open Championship en het Professional Golfers' Association (PGA) Championship.

## Deelnemers
Golfers die aan de onderstaande criteria voldoen zijn direct geplaatst voor de US Open.
- De laatste 10 jaar een US Open gewonnen hebben.
- De 2 hoogst-geplaatste spelers van het US amateurkampioenschap, mits zij nog amateur zijn.
- De laatste 5 winnaars van de Masters.
- De laatste 5 winnaars van The Open Championship.
- De laatste 5 winnaars van de PGA Championship.
- De laatste 5 winnaars van de The Players Championship.
- De laatste winnaar van de US Senior Open.
- De 15 golfers die het hoogst eindigden tijdens de vorige editie.
- De 30 hoogst geplaatsten op de Amerikaanse PGA Tour van het voorgaande jaar.
- De 15 hoogst geplaatsten op de Europese PGA Tour van het voorgaande jaar.
- Alle spelers die zich kwalificeerden voor de The Tour Championship van het voorgaande jaar.
- Alle winnaars van meerdere Amerikaanse PGA Tour-toernooien sinds het einde van de US Open 2009 en het begin van de US Open 2010.
- De top 5 van de Europese PGA Tour drie weken voor de aanvang van het US Open.
- De top 2 van de Japan Golf Tour van het voorgaande jaar, mits zij toen ook in de top 75 van de wereldranglijst stonden.
- De top 2 van de Australaziatische PGA Tour van het voorgaande jaar, mits zij toen ook in de top 75 van de wereldranglijst stonden.
- De top 5 op de wereldranglijst drie weken voor de aanvang van het US Open.
- De top 50 van de wereldranglijst drie weken voor de aanvang van het US Open.
- Speciaal toegelatenen, geselecteerd door de United States Golf Association.

## Winnaars
| Jaar | Baan                                        | Stad                                        | Winnaar                                     | Score                                       | Score                                       | Info                                        |
| ---- | ------------------------------------------- | ------------------------------------------- | ------------------------------------------- | ------------------------------------------- | ------------------------------------------- | ------------------------------------------- |
| 1895 | Newport Country Club                        | Newport, Rhode Island                       | Horace Rawlins                              | 173                                         |                                             | 11 deelnemers                               |
| 1896 | Shinnecock Hills Golf Club                  | Shinnecock Hills, New York                  | James Foulis                                | 152                                         |                                             |                                             |
| 1897 | Chicago Golf Club                           | Wheaton, Illinois                           | Joe Lloyd                                   | 162                                         |                                             |                                             |
| 1898 | Myopia Hunt Club                            | South Hamilton, Massachusetts               | Fred Herd                                   | 328                                         |                                             | Horace Rawlins werd 2de                     |
| 1899 | Baltimore Country Club                      | Lutherville-Timonium, Maryland              | Willie Smith                                | 315                                         |                                             |                                             |
| 1900 | Chicago Golf Club                           | Wheaton, Illinois                           | Harry Vardon                                | 313                                         |                                             |                                             |
| 1901 | Myopia Hunt Club                            | South Hamilton, Massachusetts               | Willie Anderson                             | 331                                         |                                             |                                             |
| 1902 | Garden City Golf Club                       | Garden City, New York                       | Laurie Auchterlonie                         | 307                                         |                                             |                                             |
| 1903 | Baltusrol Golf Club                         | Springfield, New Jersey                     | Willie Anderson                             | 307                                         |                                             |                                             |
| 1904 | Glen View Club                              | Golf, Illinois                              | Willie Anderson                             | 303                                         |                                             |                                             |
| 1905 | Myopia Hunt Club                            | South Hamilton, Massachusetts               | Willie Anderson                             | 314                                         |                                             |                                             |
| 1906 | Onwentsia Club                              | Lake Forest, Illinois                       | Alex Smith                                  | 295                                         |                                             |                                             |
| 1907 | St. Martin's Golf Course                    | Philadelphia, Pennsylvania                  | Alec Ross                                   | 302                                         |                                             |                                             |
| 1908 | Myopia Hunt Club                            | South Hamilton, Massachusetts               | Fred McLeod                                 | 322                                         |                                             |                                             |
| 1909 | Englewood Golf Club                         | Englewood, New Jersey                       | George Sargent                              | 290                                         |                                             |                                             |
| 1910 | St. Martin's Golf Course                    | Philadelphia, Pennsylvania                  | Alex Smith                                  | 298                                         |                                             |                                             |
| 1911 | Chicago Golf Club                           | Wheaton, Illinois                           | John McDermott                              | 307                                         |                                             |                                             |
| 1912 | Country Club of Buffalo                     | Buffalo, New York                           | John McDermott                              | 294                                         |                                             |                                             |
| 1913 | The Country Club                            | Brookline, Massachusetts                    | Francis Ouimet Am                           | 304                                         |                                             |                                             |
| 1914 | Midlothian Country Club                     | Midlothian, Illinois                        | Walter Hagen                                | 290                                         |                                             |                                             |
| 1915 | Baltusrol Golf Club                         | Springfield, New Jersey                     | Jerome Travers Am                           | 297                                         |                                             |                                             |
| 1916 | Minikahda Club                              | Minneapolis, Minnesota                      | Chick Evans Am                              | 286                                         |                                             |                                             |
| 1917 | Geen toernooi wegens de Eerste Wereldoorlog | Geen toernooi wegens de Eerste Wereldoorlog | Geen toernooi wegens de Eerste Wereldoorlog | Geen toernooi wegens de Eerste Wereldoorlog | Geen toernooi wegens de Eerste Wereldoorlog | Geen toernooi wegens de Eerste Wereldoorlog |
| 1918 | Geen toernooi wegens de Eerste Wereldoorlog | Geen toernooi wegens de Eerste Wereldoorlog | Geen toernooi wegens de Eerste Wereldoorlog | Geen toernooi wegens de Eerste Wereldoorlog | Geen toernooi wegens de Eerste Wereldoorlog | Geen toernooi wegens de Eerste Wereldoorlog |
| 1919 | Brae Burn Country Club                      | West Newton, Massachusetts                  | Walter Hagen                                | 301                                         |                                             |                                             |
| 1920 | Inverness Club                              | Toledo, Ohio                                | Ted Ray                                     | 295                                         |                                             |                                             |
| 1921 | Columbia Country Club                       | Chevy Chase, Maryland                       | Jim Barnes                                  | 289                                         |                                             |                                             |
| 1922 | Skokie Country Club                         | Glencoe, Illinois                           | Gene Sarazen                                | 288                                         |                                             |                                             |
| 1923 | Inwood Country Club                         | Inwood, New York                            | Bobby Jones Am                              | 296                                         |                                             |                                             |
| 1924 | Oakland Hills Country Club                  | Bloomfield Hills, Michigan                  | Cyril Walker                                | 297                                         |                                             |                                             |
| 1925 | Worcester Country Club                      | Worcester, Massachusetts                    | Willie Macfarlane                           | 291                                         |                                             |                                             |
| 1926 | Scioto Country Club                         | Columbus, Ohio                              | Bobby Jones Am                              | 293                                         |                                             |                                             |
| 1927 | Oakmont Country Club                        | Oakmont, Pennsylvania                       | Tommy Armour                                | 301                                         |                                             |                                             |
| 1928 | Olympia Fields Country Club                 | Olympia Fields, Illinois                    | Johnny Farrell                              | 294                                         |                                             |                                             |
| 1929 | Winged Foot Golf Club                       | Mamaroneck, New York                        | Bobby Jones Am                              | 294                                         |                                             |                                             |
| 1930 | Interlachen Country Club                    | Edina, Minnesota                            | Bobby Jones Am                              | 287                                         | –1                                          |                                             |
| 1931 | Inverness Club                              | Toledo, Ohio                                | Billy Burke                                 | 292                                         | +4                                          |                                             |
| 1932 | Fresh Meadow Country Club                   | Queens, New York                            | Gene Sarazen                                | 286                                         | +2                                          |                                             |
| 1933 | North Shore Country Club                    | Glenview, Illinois                          | Johnny Goodman Am                           | 287                                         | –1                                          |                                             |
| 1934 | Merion Golf Club                            | Ardmore, Pennsylvania                       | Olin Dutra                                  | 293                                         | +9                                          |                                             |
| 1935 | Oakmont Country Club                        | Oakmont, Pennsylvania                       | Sam Parks jr.                               | 299                                         | +11                                         |                                             |
| 1936 | Baltusrol Golf Club                         | Springfield, New Jersey                     | Tony Manero                                 | 282                                         | –2                                          |                                             |
| 1937 | Oakland Hills Country Club                  | Bloomfield Hills, Michigan                  | Ralph Guldahl                               | 281                                         | +1                                          |                                             |
| 1938 | Cherry Hills Country Club                   | Cherry Hills Village, Colorado              | Ralph Guldahl                               | 284                                         | par                                         |                                             |
| 1939 | Philadelphia Country Club                   | Gladwyne, Pennsylvania                      | Byron Nelson                                | 284                                         | –4                                          |                                             |
| 1940 | Canterbury Golf Club                        | Beachwood, Ohio                             | Lawson Little                               | 287                                         | –1                                          |                                             |
| 1941 | Colonial Country Club                       | Fort Worth, Texas                           | Craig Wood                                  | 284                                         | par                                         |                                             |
| 1942 | Geen toernooi wegens Tweede Wereldoorlog    | Geen toernooi wegens Tweede Wereldoorlog    | Geen toernooi wegens Tweede Wereldoorlog    | Geen toernooi wegens Tweede Wereldoorlog    | Geen toernooi wegens Tweede Wereldoorlog    | Geen toernooi wegens Tweede Wereldoorlog    |
| 1943 | Geen toernooi wegens Tweede Wereldoorlog    | Geen toernooi wegens Tweede Wereldoorlog    | Geen toernooi wegens Tweede Wereldoorlog    | Geen toernooi wegens Tweede Wereldoorlog    | Geen toernooi wegens Tweede Wereldoorlog    | Geen toernooi wegens Tweede Wereldoorlog    |
| 1944 | Geen toernooi wegens Tweede Wereldoorlog    | Geen toernooi wegens Tweede Wereldoorlog    | Geen toernooi wegens Tweede Wereldoorlog    | Geen toernooi wegens Tweede Wereldoorlog    | Geen toernooi wegens Tweede Wereldoorlog    | Geen toernooi wegens Tweede Wereldoorlog    |
| 1945 | Geen toernooi wegens Tweede Wereldoorlog    | Geen toernooi wegens Tweede Wereldoorlog    | Geen toernooi wegens Tweede Wereldoorlog    | Geen toernooi wegens Tweede Wereldoorlog    | Geen toernooi wegens Tweede Wereldoorlog    | Geen toernooi wegens Tweede Wereldoorlog    |
| 1946 | Canterbury Golf Club                        | Beachwood, Ohio                             | Lloyd Mangrum                               | 284                                         | –4                                          |                                             |
| 1947 | St. Louis Country Club                      | Ladue, Missouri                             | Lew Worsham                                 | 282                                         | –2                                          |                                             |
| 1948 | Riviera Country Club                        | Pacific Palisades, Californië               | Ben Hogan                                   | 276                                         | –8                                          |                                             |
| 1949 | Medinah Country Club                        | Medinah, Illinois                           | Cary Middlecoff                             | 286                                         | +2                                          |                                             |
| 1950 | Merion Golf Club                            | Ardmore, Pennsylvania                       | Ben Hogan                                   | 287                                         | +7                                          |                                             |
| 1951 | Oakland Hills Country Club                  | Bloomfield Hills, Michigan                  | Ben Hogan                                   | 287                                         | +7                                          |                                             |
| 1952 | Northwood Club                              | Dallas, Texas                               | Julius Boros                                | 281                                         | +1                                          |                                             |
| 1953 | Oakmont Country Club                        | Oakmont, Pennsylvania                       | Ben Hogan                                   | 283                                         | –5                                          |                                             |
| 1954 | Baltusrol Golf Club                         | Springfield, New Jersey                     | Ed Furgol                                   | 284                                         | +4                                          |                                             |
| 1955 | Olympic Club                                | San Francisco, Californië                   | Jack Fleck                                  | 287                                         | +7                                          |                                             |
| 1956 | Oak Hill Country Club                       | Rochester, New York                         | Cary Middlecoff                             | 281                                         | +1                                          |                                             |
| 1957 | Inverness Club                              | Toledo, Ohio                                | Dick Mayer                                  | 282                                         | +2                                          |                                             |
| 1958 | Southern Hills Country Club                 | Tulsa, Oklahoma                             | Tommy Bolt                                  | 283                                         | +3                                          |                                             |
| 1959 | Winged Foot Golf Club                       | Mamaroneck, New York                        | Billy Casper                                | 282                                         | +2                                          |                                             |
| 1960 | Cherry Hills Country Club                   | Cherry Hills Village, Colorado              | Arnold Palmer                               | 280                                         | –4                                          |                                             |
| 1961 | Oakland Hills Country Club                  | Bloomfield Hills, Michigan                  | Gene Littler                                | 281                                         | +1                                          |                                             |
| 1962 | Oakmont Country Club                        | Oakmont, Pennsylvania                       | Jack Nicklaus                               | 283                                         | –1                                          |                                             |
| 1963 | The Country Club                            | Brookline, Massachusetts                    | Julius Boros                                | 293                                         | +9                                          |                                             |
| 1964 | Congressional Country Club                  | Bethesda, Maryland                          | Ken Venturi                                 | 278                                         | –2                                          |                                             |
| 1965 | Bellerive Country Club                      | St. Louis, Missouri                         | Gary Player                                 | 282                                         | +2                                          |                                             |
| 1966 | Olympic Club                                | San Francisco, Californië                   | Billy Casper                                | 278                                         | –2                                          |                                             |
| 1967 | Baltusrol Golf Club                         | Springfield, New Jersey                     | Jack Nicklaus                               | 275                                         | –5                                          |                                             |
| 1968 | Oak Hill Country Club                       | Rochester, New York                         | Lee Trevino                                 | 275                                         | –5                                          |                                             |
| 1969 | Champions Golf Club                         | Houston, Texas                              | Orville Moody                               | 281                                         | +1                                          |                                             |
| 1970 | Hazeltine National Golf Club                | Chaska, Minnesota                           | Tony Jacklin                                | 281                                         | –7                                          |                                             |
| 1971 | Merion Golf Club                            | Ardmore, Pennsylvania                       | Lee Trevino                                 | 280                                         | par                                         |                                             |
| 1972 | Pebble Beach Golf Links                     | Pebble Beach, Californië                    | Jack Nicklaus                               | 290                                         | +2                                          |                                             |
| 1973 | Oakmont Country Club                        | Oakmont, Pennsylvania                       | Johnny Miller                               | 279                                         | –5                                          |                                             |
| 1974 | Winged Foot Golf Club                       | Mamaroneck, New York                        | Hale Irwin                                  | 287                                         | +7                                          |                                             |
| 1975 | Medinah Country Club                        | Medinah, Illinois                           | Lou Graham                                  | 287                                         | +3                                          |                                             |
| 1976 | Atlanta Athletic Club                       | Duluth, Georgia                             | Jerry Pate                                  | 277                                         | –3                                          |                                             |
| 1977 | Southern Hills Country Club                 | Tulsa, Oklahoma                             | Hubert Green                                | 278                                         | –2                                          |                                             |
| 1978 | Cherry Hills Country Club                   | Cherry Hills Village, Colorado              | Andy North                                  | 285                                         | +1                                          |                                             |
| 1979 | Inverness Club                              | Toledo, Ohio                                | Hale Irwin                                  | 284                                         | par                                         |                                             |
| 1980 | Baltusrol Golf Club                         | Springfield, New Jersey                     | Jack Nicklaus                               | 272                                         | –8                                          |                                             |
| 1981 | Merion Golf Club                            | Ardmore, Pennsylvania                       | David Graham                                | 273                                         | –7                                          |                                             |
| 1982 | Pebble Beach Golf Links                     | Pebble Beach, Californië                    | Tom Watson                                  | 282                                         | –6                                          |                                             |
| 1983 | Oakmont Country Club                        | Oakmont, Pennsylvania                       | Larry Nelson                                | 280                                         | –4                                          |                                             |
| 1984 | Winged Foot Golf Club                       | Mamaroneck, New York                        | Fuzzy Zoeller                               | 276                                         | –4                                          |                                             |
| 1985 | Oakland Hills Country Club                  | Bloomfield Hills, Michigan                  | Andy North                                  | 279                                         | –1                                          |                                             |
| 1986 | Shinnecock Hills Golf Club                  | Shinnecock Hills, New York                  | Raymond Floyd                               | 279                                         | –1                                          |                                             |
| 1987 | Olympic Club                                | San Francisco, Californië                   | Scott Simpson                               | 277                                         | –3                                          |                                             |
| 1988 | The Country Club                            | Brookline, Massachusetts                    | Curtis Strange                              | 278                                         | –6                                          |                                             |
| 1989 | Oak Hill Country Club                       | Rochester, New York                         | Curtis Strange                              | 278                                         | –2                                          |                                             |
| 1990 | Medinah Country Club                        | Medinah, Illinois                           | Hale Irwin                                  | 280                                         | –8                                          |                                             |
| 1991 | Hazeltine National Golf Club                | Chaska, Minnesota                           | Payne Stewart                               | 282                                         | –3                                          |                                             |
| 1992 | Pebble Beach Golf Links                     | Pebble Beach, Californië                    | Tom Kite                                    | 285                                         | –3                                          |                                             |
| 1993 | Baltusrol Golf Club                         | Springfield, New Jersey                     | Lee Janzen                                  | 272                                         | –8                                          |                                             |
| 1994 | Oakmont Country Club                        | Oakmont, Pennsylvania                       | Ernie Els                                   | 279                                         | –4                                          |                                             |
| 1995 | Shinnecock Hills Golf Club                  | Shinnecock Hills, New York                  | Corey Pavin                                 | 280                                         | par                                         |                                             |
| 1996 | Oakland Hills Country Club                  | Bloomfield Hills, Michigan                  | Steve Jones                                 | 278                                         | –2                                          |                                             |
| 1997 | Congressional Country Club                  | Bethesda, Maryland                          | Ernie Els                                   | 276                                         | –4                                          |                                             |
| 1998 | Olympic Club                                | San Francisco, Californië                   | Lee Janzen                                  | 280                                         | par                                         |                                             |
| 1999 | Pinehurst Resort                            | Pinehurst, North Carolina                   | Payne Stewart                               | 279                                         | –1                                          |                                             |
| 2000 | Pebble Beach Golf Links                     | Pebble Beach, Californië                    | Tiger Woods                                 | 272                                         | –12                                         |                                             |
| 2001 | Southern Hills Country Club                 | Tulsa, Oklahoma                             | Retief Goosen                               | 276                                         | –4                                          |                                             |
| 2002 | Bethpage State Park                         | Farmingdale, New York                       | Tiger Woods                                 | 277                                         | –3                                          |                                             |
| 2003 | Olympia Fields Country Club                 | Olympia Fields, Illinois                    | Jim Furyk                                   | 272                                         | –8                                          |                                             |
| 2004 | Shinnecock Hills Golf Club                  | Shinnecock Hills, New York                  | Retief Goosen                               | 276                                         | –4                                          |                                             |
| 2005 | Pinehurst Resort                            | Pinehurst, North Carolina                   | Michael Campbell                            | 280                                         | par                                         |                                             |
| 2006 | Winged Foot Golf Club                       | Mamaroneck, New York                        | Geoff Ogilvy                                | 285                                         | +5                                          |                                             |
| 2007 | Oakmont Country Club                        | Oakmont, Pennsylvania                       | Ángel Cabrera                               | 285                                         | +5                                          |                                             |
| 2008 | Torrey Pines Golf Course                    | La Jolla, Californië                        | Tiger Woods                                 | 283                                         | –1                                          |                                             |
| 2009 | Bethpage State Park                         | Farmingdale, New York                       | Lucas Glover                                | 276                                         | –4                                          |                                             |
| 2010 | Pebble Beach Golf Links                     | Pebble Beach, Californië                    | Graeme McDowell                             | 284                                         | par                                         |                                             |
| 2011 | Congressional Country Club                  | Bethesda, Maryland                          | Rory McIlroy                                | 268                                         | –16                                         |                                             |
| 2012 | Olympic Club                                | San Francisco, Californië                   | Webb Simpson                                | 281                                         | +1                                          |                                             |
| 2013 | Merion Golf Club                            | Ardmore, Pennsylvania                       | Justin Rose                                 | 281                                         | +1                                          |                                             |
| 2014 | Pinehurst Resort                            | Pinehurst, North Carolina                   | Martin Kaymer                               | 271                                         | –9                                          |                                             |
| 2015 | Chambers Bay                                | University Place, Washington                | Jordan Spieth                               | 275                                         | –5                                          |                                             |
| 2016 | Oakmont Country Club                        | Oakmont, Pennsylvania                       | Dustin Johnson                              | 276                                         | –4                                          |                                             |
| 2017 | Erin Hills Golf Course                      | Erin, Wisconsin                             | Brooks Koepka                               | 272                                         | -16                                         |                                             |
| 2018 | Shinnecock Hills Golf Club                  | Shinnecock Hills, New York                  | Brooks Koepka                               | 281                                         | +1                                          |                                             |
| 2019 | Pebble Beach Golf Links                     | Pebble Beach, Californië                    | Gary Woodland                               | 271                                         | -13                                         |                                             |
| 2020 | Winged Foot Golf Club                       | Mamaroneck, New York                        | Bryson DeChambeau                           | 275                                         | –6                                          |                                             |
| 2021 | Torrey Pines Golf Course                    | San Diego, Californië                       | Jon Rahm                                    | 278                                         | –6                                          |                                             |
| 2022 | The Country Club                            | Brookline, Massachusetts                    | Matt Fitzpatrick                            | 274                                         | –6                                          |                                             |
| 2023 | Los Angeles Country Club                    | Los Angeles, Californië                     | Wyndham Clark                               | 270                                         | –10                                         |                                             |
| 2024 | Pinehurst Resort                            | Pinehurst, North Carolina                   | Bryson DeChambeau                           | 274                                         | –6                                          |                                             |
| 2025 | Oakmont Country Club                        | Oakmont, Pennsylvania                       | J.J.Spaun                                   | 279                                         | –1                                          |                                             |

| Toernooirecord |  | po = winnaar na play-off | Am = amateur |

### Meervoudige winnaars
De volgende golfers hebben het U.S. Open meer dan een keer gewonnen.
4 keer gewonnen
- Willie Anderson: 1901, 1903, 1904, 1905
- Bobby Jones: 1923, 1926, 1929, 1930
- Ben Hogan: 1948, 1950, 1951, 1953
- Jack Nicklaus: 1962, 1967, 1972, 1980

3 keer gewonnen
- Hale Irwin: 1974, 1979, 1990
- Tiger Woods: 2000, 2002, 2008

2 keer gewonnen
- Alex Smith: 1906, 1910
- John J. McDermott: 1911, 1912
- Walter Hagen: 1914, 1919
- Gene Sarazen: 1922, 1932
- Ralph Guldahl: 1937, 1938
- Cary Middlcoff: 1949, 1956
- Julius Boros: 1952, 1963
- Billy Casper: 1959, 1966
- Lee Trevino: 1968, 1971
- Andy North: 1978, 1985
- Curtis Strange: 1988, 1989
- Ernie Els: 1994, 1997
- Lee Janzen: 1993, 1998
- Payne Stewart: 1991, 1999
- Retief Goosen: 2001, 2004
- Brooks Koepka: 2017, 2018
- Bryson DeChambeau: 2020, 2024